# Transformovna a rozvodna na Bohdalci

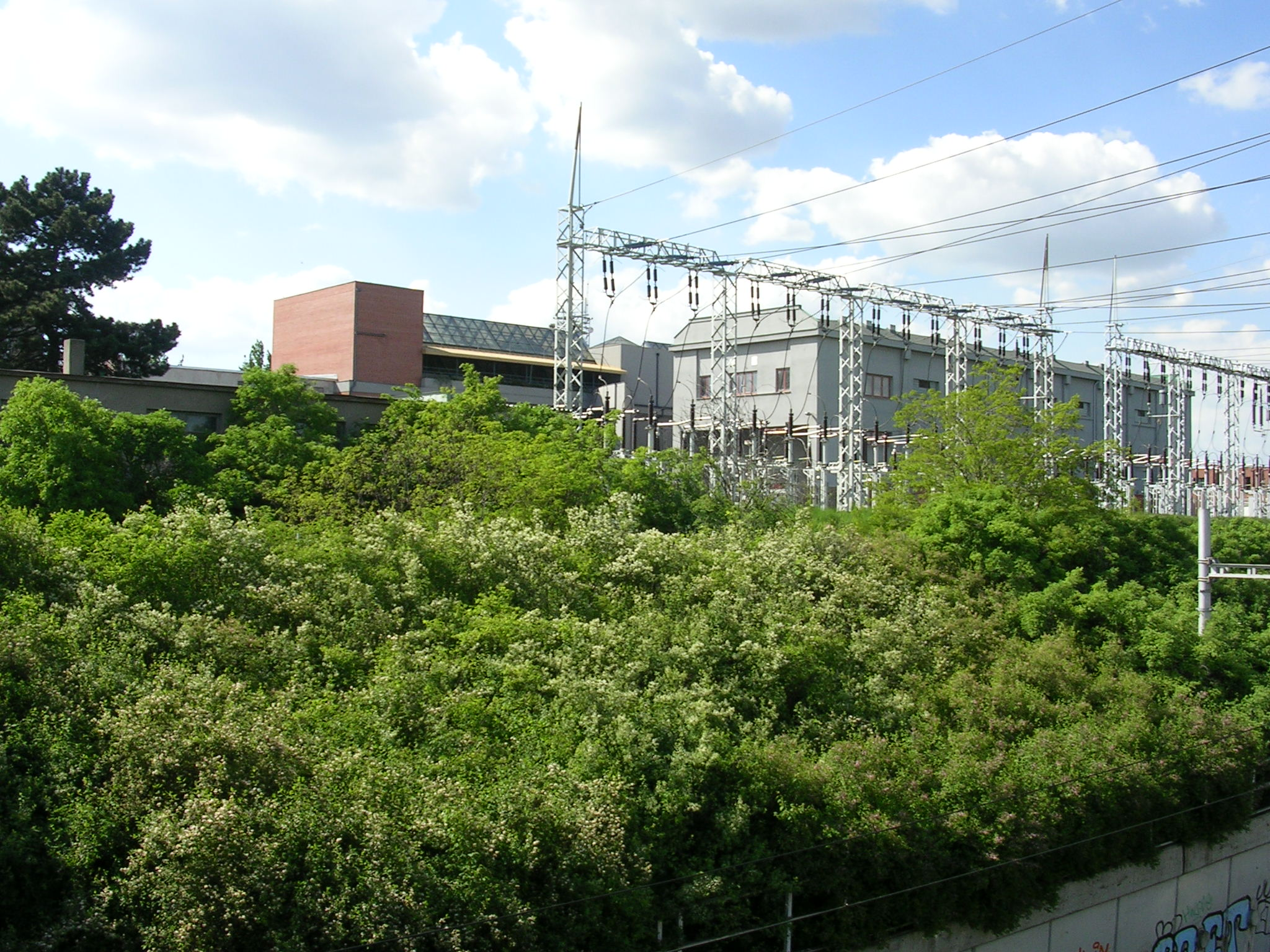
Pohled přes železniční trať

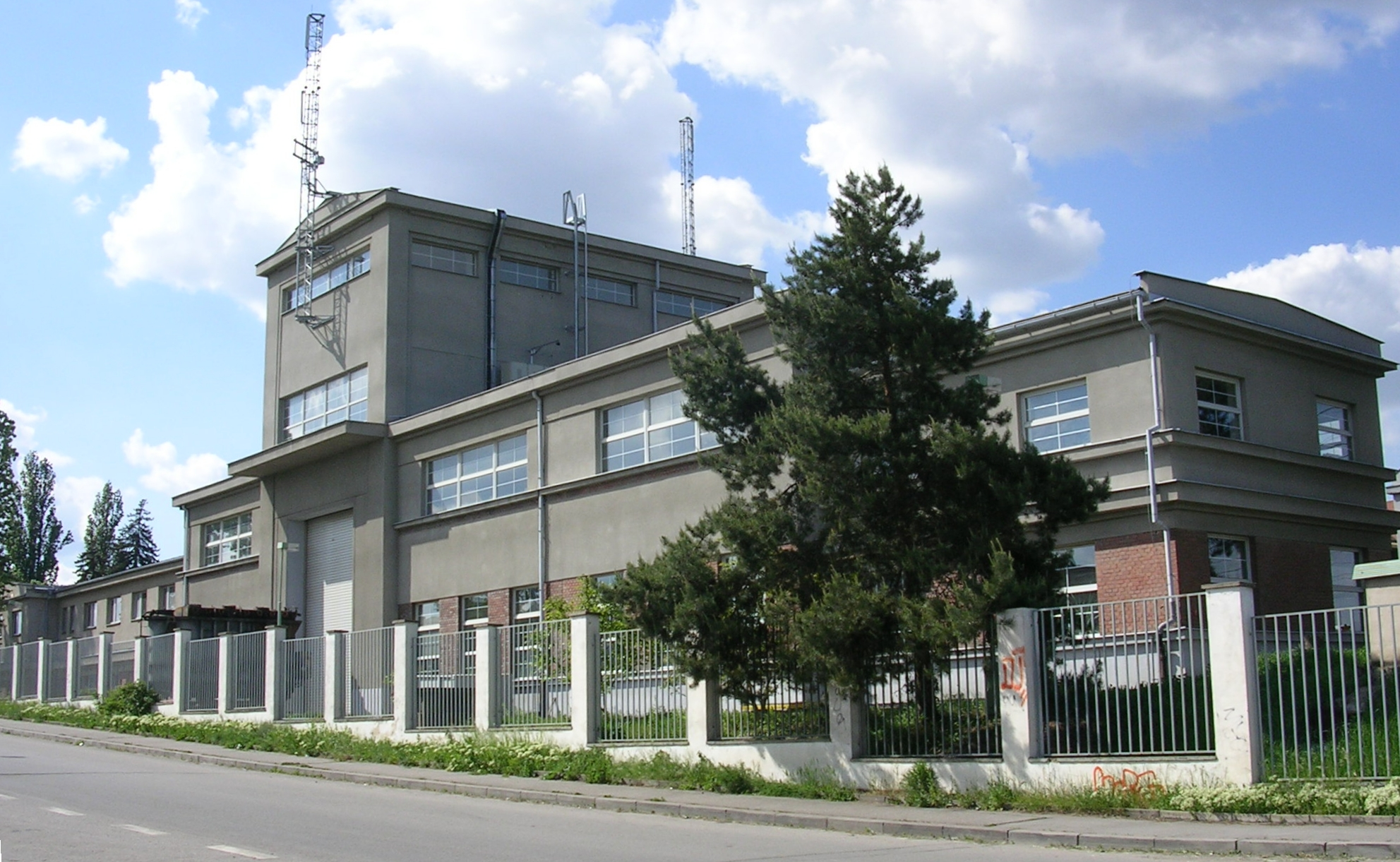
Pohled z ulice Nad Vršovskou horou

Transformovna a rozvodna na Bohdalci v Praze-Michli u kolonie Slatiny, vedle železniční spojky Pod Bohdalcem - Dolní Roztyly, byla vybudována a uvedena do provozu jako transformovna Ústředních elektráren 100/22 kV v roce 1929 v období bouřlivého rozvoje Velké Prahy. Spolu s rozvodnou vznikl také energetický dispečink. Ve své době se jednalo o nejdůležitější bod elektrifikační soustavy ve středních Čechách. Jejím zdrojem byla elektrárna v Ervěnicích, postavená roku 1926 jako nový hlavní zdroj pro Prahu, a ústilo sem i 100kV vedení z vodních elektráren středního Povltaví. Transformovna byla vybavena nejmodernější dostupnou technikou. Budova, navržená ve funkcionalistickém slohu v roce 1927 architektem Maxmiliánem Duchoslavem, stála při ulici Nad Vršovskou horou, k ní z boku přiléhaly transformátory dodané firmou Kolben. Komplex stavěla technická kancelář Prinke a Lederer. V roce 1993 byla provozní část funkčně nahrazena novou budovou v zadní části areálu, historické budovy a zařízení jsou však zčásti zachovány a některá původní zařízení ještě slouží. Křídlu s rozvodnou dominuje mírně převýšená dvoupodlažní střední část s výrazně vystupující věží rozvodny a širokým vjezdem v přízemí s postranními křídly, z nichž pravé křídlo je novější. Po stranách navazují další, snížené a na levé straně pravoúhle se zalamující budovy. Součástí komplexu transformovny byly i řadové obytné domy pro zaměstnance při Elektrárenské ulici.
V roce 1991 byla rozvodna Slatiny jedním z míst, kde se natáčel film Obecná škola.